# Phénomène de Tullio
 (mars 2025).
Le phénomène de Tullio, caractérisé par des vertiges, des étourdissements, des nausées ou des mouvements oculaires (nystagmus) induits par le son, a été décrit pour la première fois en 1929 par le biologiste italien Prof. Pietro Tullio (1881–1941),. Lors de ses expériences sur des pigeons, il a découvert qu'en perçant de minuscules trous dans leurs canaux semi-circulaires, il pouvait provoquer des troubles de l'équilibre chez ces sujets lorsqu'ils étaient exposés à des sons.
Ce trouble est généralement causé par une fistule dans l'oreille moyenne ou interne, induisant des fluctuations anormales de pression synchronisées avec le son dans les organes de l'équilibre. Cette ouverture peut résulter d'un barotraumatisme, comme lors d'une plongée ou d'un vol, ou survenir en conséquence d'une chirurgie de fenestration, d'une infection par la syphilis ou la maladie de Lyme. Les patients atteints de ce trouble peuvent ressentir des vertiges, une sensation d'instabilité et des mouvements oculaires déclenchés par des changements de pression, par exemple en se mouchant, en déglutissant ou en soulevant des objets lourds[réf. nécessaire].
Le phénomène de Tullio est aussi l'un des symptômes fréquents du syndrome de déhiscence du canal supérieur (SCDS). Ce syndrome a été diagnostiqué pour la première fois en 1998 par le Dr Lloyd B. Minor, de l'Université Johns Hopkins, à Baltimore, aux États-Unis.